# Archivmitteilungen
Archivmitteilungen war die führende Fachzeitschrift für das Archivwesen der DDR.
Das Heft Nr. 1 der Archivmitteilungen erschien im März 1951 in einer Auflagenhöhe von 1000 Exemplaren und wurde herausgegeben von der Hauptabteilung Archivwesen im Ministerium des Innern der Deutschen Demokratischen Republik beim Deutschen Zentralverlag in Berlin. Bereits das Heft 2 erschien im August 1951 in einer 2000er Auflage.
Die Schriftleitung teilte mit, dass das erste Heft der Archivmitteilungen eine Einführung in die wichtigsten Probleme und Aufgaben des heutigen Archivwesens und eine Übersicht über dessen Entwicklung in der DDR vermitteln und dem gleichen Zweck der Abdruck der grundlegenden Verordnungen, Anordnungen und Bestimmungen dienen sollten, die bisher auf dem Gebiet des Archivwesens in der DDR erlassen worden sind. In den folgenden Heften wurden die angedeuteten fachlichen Fragen und Arbeitsgebiete der Archivare im Einzelnen und tw. vertiefend behandelt.
Neben den fachlichen Fragestellungen, die zum Teil weiterhin von Aktualität sind und Generationen von Archivaren oder Mitarbeitern in Archiven zielgerichtete Unterstützung boten, wurden geschichtliche Themen behandelt, die überwiegend mit politischen Statements eng gekoppelt waren.
Die Archivmitteilungen wurden zunächst nur als Manuskript gedruckt und erschienen nach Bedarf, geplant waren zunächst jährlich vier Hefte.
Im Laufe der Zeit änderte sich der Untertitel der Archivmitteilungen in Zeitschrift für Theorie und Praxis der Archivwesens. Die Herausgabe übernahm die Staatliche Archivverwaltung der Deutschen Demokratischen Republik in Potsdam, wobei zuletzt jährlich sechs Hefte erschienen. Mit dem Heft 5/1990 übernahm das Zentrale Archivamt der DDR die Herausgabe der Zeitschrift.
Nach der Wiedervereinigung versuchten sich die Archivmitteilungen vergeblich gegen die bundesdeutsche Fachzeitschrift des Archivwesens Der Archivar durchzusetzen. 1994 wurde das Erscheinen der Archivmitteilungen eingestellt.
Der Titel „Archivmitteilungen“ wurde u. a. 1995 für die in Bielefeld erscheinenden Informationen des Landeskirchlichen Archivs der Evangelischen Kirche von Westfalen und 1995 für die in Düsseldorf erscheinenden Informationen des Landeskirchlichen Archivs der Evangelischen Kirche im Rheinland übernommen.